# Distribució contínua de Bernoulli
En teoria de probabilitats, estadística i aprenentatge automàtic, la distribució contínua de Bernoulli és una família de distribucions de probabilitat contínues parametritzades per un sol paràmetre de forma {\displaystyle \lambda \in (0,1)}, definit en l'interval unitari {\displaystyle x\in [0,1]}, per:
{\displaystyle p(x|\lambda )\propto \lambda ^{x}(1-\lambda )^{1-x}.}
La distribució contínua de Bernoulli sorgeix en l'aprenentatge profund i la visió per ordinador, específicament en el context dels autoencoders variacionals, per modelar les intensitats de píxels d'imatges naturals. Com a tal, defineix una contrapartida probabilística adequada per a la pèrdua d'entropia creuada binària que s'utilitza habitualment, que sovint s'aplica a contínues, {\displaystyle [0,1]} - dades valorades. Aquesta pràctica equival a ignorar la constant normalitzadora de la distribució contínua de Bernoulli, ja que la pèrdua d'entropia creuada binària només defineix una veritable probabilitat logarítmica per a discrets, {\displaystyle \{0,1\}} - dades valorades.
El Bernoulli continu també defineix una família exponencial de distribucions. Escriptura {\displaystyle \eta =\log \left(\lambda /(1-\lambda )\right)} per al paràmetre natural, la densitat es pot reescriure en forma canònica: {\displaystyle p(x|\eta )\propto \exp(\eta x)} .

## Distribucions relacionades[3]

### Distribució de Bernoulli
El Bernoulli continu es pot pensar com una relaxació contínua de la distribució de Bernoulli, que es defineix en el conjunt discret. {\displaystyle \{0,1\}} per la funció de massa de probabilitat:
{\displaystyle p(x)=p^{x}(1-p)^{1-x},}
on {\displaystyle p} és un paràmetre escalar entre 0 i 1. Aplicant aquesta mateixa forma funcional a l'interval continu {\displaystyle [0,1]} dona lloc a la funció de densitat de probabilitat de Bernoulli contínua, fins a una constant normalitzadora.

### Distribució beta
La distribució Beta té la funció de densitat:
{\displaystyle p(x)\propto x^{\alpha -1}(1-x)^{\beta -1},}
que es pot reescriure com:
{\displaystyle p(x)\propto x_{1}^{\alpha _{1}-1}x_{2}^{\alpha _{2}-1},}
on {\displaystyle \alpha _{1},\alpha _{2}} són paràmetres escalars positius, i {\displaystyle (x_{1},x_{2})} representa un punt arbitrari dins del símplex 1, {\displaystyle \Delta ^{1}=\{(x_{1},x_{2}):x_{1}>0,x_{2}>0,x_{1}+x_{2}=1\}} . Canviant el paper del paràmetre i l'argument en aquesta funció de densitat, obtenim:
{\displaystyle p(x)\propto \alpha _{1}^{x_{1}}\alpha _{2}^{x_{2}}.}